# Curiosity: What's Inside the Cube?
 (mai 2013).
Si vous disposez d'ouvrages ou d'articles de référence ou si vous connaissez des sites web de qualité traitant du thème abordé ici, merci de compléter l'article en donnant les références utiles à sa vérifiabilité et en les liant à la section « Notes et références ».
Curiosity: What's Inside the Cube? est un jeu en ligne massivement multijoueur, disponible sur iOS et Android depuis le 6 novembre 2012. Il a été créé par le studio 22Cans, fondé par Peter Molyneux.

## Système de jeu

### Généralités
Curiosity est une expérience sociale multijoueur. L'endroit virtuel de jeu est une pièce blanche sans traits distinctifs et minimaliste au milieu de laquelle flotte un cube géant composé de plus de 68 milliards de cubelets (exactement 68 719 476 736 cubelets, soit 4 096 cubelets de côté). Cet endroit est appelé « espace » par les joueurs. Les joueurs fouillent la surface de chaque couche afin de révéler la couche suivante. Le but est d'atteindre le centre et découvrir ce qui est à l'intérieur du cube. Chaque cubelet détruit par un joueur lui accorde des pièces de monnaie. Les pièces de monnaie peuvent être dépensées dans des outils qui améliorent temporairement les capacités du joueur comme des burins (en fer, en acier et en diamant) qui augmentent le nombre de cubelets détruits en une seule touche du joueur.
Chaque couche du cube possède une apparence et une conception différentes des autres, généralement alternant entre une couleur pleine et une photo. Chaque couche contient également un indice quant à ce qui est au centre du cube.

### Lancement
Lors de sa sortie, le jeu s'appelait Curiosity, puis a été renommé Curiosity: What's Inside the Cube? pour éviter toute confusion entre le jeu et le robot spatial Curiosity.

Le jeu a été soumis à Apple le 28 septembre 2012. Il était à la base conçu pour être mis en téléchargement le 7 novembre 2012 à 0 h 22, mais Apple a sorti le jeu au début du 6 novembre, à l'insu de 22Cans.

La version Android de Curiosity a été diffusée plus tard dans la journée du 6 novembre. Le jour du lancement, l'application n'a pas pu se connecter au serveur officiel pour la majorité des utilisateurs. Le jeu a également été lancé sur Google Play.
Même si une version PC n'a pas été publiée, les utilisateurs de PC pouvaient jouer à Curiosity par le biais de programmes tels que BlueStacks App Player.

### Fin
Le jeu est arrêté le 26 mai 2013 lorsque Bryan Henderson, un Britannique de 18 ans, casse le dernier cube. Le jeu n'est dorénavant plus disponible sur l'AppStore et le Google Play ; il sera le « Dieu » du prochain jeu de Peter Molyneux, Godus, et recevra une petite part des bénéfices sur la vente du jeu.

### Chronologie de l'expérience
Il est composé de 2 048 couches. Les premières couches comprennent 100 millions de mini-cubes.
Au 21 novembre 2012, 30 couches ont déjà été enlevées, soit environ 3 milliards de mini-cubes.
Au 19 janvier 2013, 166 couches ont déjà été enlevées, soit environ 15 milliards de mini-cubes.
Au 17 février 2013, 200 couches ont déjà été enlevées, soit un peu plus de 18 milliards de mini-cubes, 103 jours après le début du jeu.
Au 12 mars 2013, 222 couches ont déjà été enlevées, soit environ 20 milliards de mini-cubes, 126 jours après le début du jeu.
Au 27 mars 2013, 237 couches ont déjà été enlevées, soit environ 21 milliards de mini-cubes, 142 jours après le début du jeu.
Au 26 mai 2013, les 2 048 couches ont été enlevées, 165 jours après le début du jeu.

## Accueil
Le jeu reçoit des appréciations très variées de la presse spécialisée :
- Gamezebo : 2,5/5[4]
- Pocket Gamer : 4,5/5[5]
- TouchArcade : 1/5[6]